# Solly March
Solomon Benjamin March (født 20. juli 1994) er en engelsk professionel fodboldspiller, som spiller for Premier League-klubben Brighton & Hove Albion.

## Klubkarriere

### Brighton & Hove Albion
Efter at have spillet for den semi-professionelle klub Lewes, skiftede March til Brighton & Hove Albion i december 2011. Over de næste år arbejdede han sig igennem klubbens ungdomshold, før han i august 2013 fik sin debut på førsteholdet.
March døjede med skader, som begrænsede hans spilletid over de første sæsoner. Hans store gennembrud kom dog i 2016-17 sæsonen, hvor han etablerede sig som en fast spiller på holdet. Han spillede en vigtig rolle i, at Brighton i sæsonen sikrede sig oprykning til Premier League for første gang i klubbens historie.
March spillede den 15. december 2021 sin ligakamp nummer 200 for klubben.

## Landsholdskarriere
March har repræsenteret England på flere ungdomsnivaeuer.